# Kuzey Kıbrıs Süper Ligi
Kuzey Kıbrıs Süper Ligi oder nach dem Sponsoring auch AKSA Süper Lig ist die höchste Fußballliga in der Türkischen Republik Nordzypern.

## Geschichte
In der seit 1955 gespielten Liga wurden Çetinkaya TSK und Mağusa Türk Gücü jeweils 14 Mal Meister. Gönyeli SK und Yenicami Ağdelen sind mit jeweils 9 Meisterschaften Dritter. Aufgrund 
ethnischer Unruhen zwischen griechischen und türkischen Zyprioten musste die Saison 1963/64 abgebrochen werden. Der reguläre Ligabetrieb konnte danach erst 1968 wieder aufgenommen werden. Auch die Saison 1974/75 fiel aus, der Grund für den Ausfall war die Türkische Invasion Zyperns. Zur Saison 2013/14 wurde der Name der Liga in K~Pet Süper Lig umbenannt. Die Spielzeit 2020/21 wurde wegen der COVID-19-Pandemie nicht ausgetragen. Später wurde die Liga in AKSA Süper Lig umbenannt.

## Aktuelle Saison
An der Saison 2024/25 nahmen folgenden 16 Mannschaften teil.
| - Çetinkaya TSK - Cihangir SK - Değirmenlik SK - Dogan Türk Birliği SK - Esentepe KKSK - Gençlik Gücü TSK - Göçmenköy İYSK - Gönyeli SK | - Karşiyaka ASK - Lefke Türk SK - Mağusa Türk Gücü (Meister) - Merit Alsancak Yeşilova SK - Mesarya SK - Pera L. Gençler Birliği SK - Yenicami Ağdelen SK - Yonpaş Dumlupınar TSK |

## Alle Saisons
| Saison    | Meister                                               |
| --------- | ----------------------------------------------------- |
| 1955/56   | Dogan Türk Birliği SK                                 |
| 1956/57   | Dogan Türk Birliği SK                                 |
| 1957/58   | Çetinkaya TSK                                         |
| 1958/59   | Dogan Türk Birliği SK                                 |
| 1959/60   | Çetinkaya TSK                                         |
| 1960/61   | Çetinkaya TSK                                         |
| 1961/62   | Çetinkaya TSK                                         |
| 1962/63   | Küçük Kaymaklı TSK                                    |
| 1963/64   | Saison abgebrochen aufgrund der Zypernkrise           |
| 1964–1968 | keine Meisterschaft (Zypernkrise)                     |
| 1968/69   | Mağusa Türk Gücü                                      |
| 1969/70   | Çetinkaya TSK                                         |
| 1970/71   | Yenicami Ağdelen                                      |
| 1971/72   | Gönyeli SK                                            |
| 1972/73   | Yenicami Ağdelen                                      |
| 1973/74   | Yenicami Ağdelen                                      |
| 1974/75   | Saison nicht ausgetragen (Türkische Invasion Zyperns) |
| 1975/76   | Yenicami Ağdelen                                      |
| 1976/77   | Mağusa Türk Gücü                                      |
| 1977/78   | Gönyeli SK                                            |
| 1978/79   | Mağusa Türk Gücü                                      |
| 1979/80   | Mağusa Türk Gücü                                      |
| 1980/81   | Gönyeli SK                                            |
| 1981/82   | Mağusa Türk Gücü                                      |
| 1982/83   | Mağusa Türk Gücü                                      |
| 1983/84   | Yenicami Ağdelen                                      |
| 1984/85   | Küçük Kaymaklı TSK                                    |
| 1985/86   | Küçük Kaymaklı TSK                                    |
| 1986/87   | Baf Ülkü Yurdu SK                                     |
| 1987/88   | Baf Ülkü Yurdu SK                                     |
| 1988/89   | Baf Ülkü Yurdu SK                                     |
| 1989/90   | Baf Ülkü Yurdu SK                                     |
| 1990/91   | Dogan Türk Birliği SK                                 |
| 1991/92   | Dogan Türk Birliği SK                                 |
| 1992/93   | Gönyeli SK                                            |
| 1993/94   | Dogan Türk Birliği SK                                 |
| 1994/95   | Gönyeli SK                                            |
| 1995/96   | Akıncılar SK                                          |
| 1996/97   | Çetinkaya TSK                                         |
| 1997/98   | Çetinkaya TSK                                         |
| 1998/99   | Gönyeli SK                                            |
| 1999/2000 | Çetinkaya TSK                                         |
| 2000/01   | Gönyeli SK                                            |
| 2001/02   | Çetinkaya TSK                                         |
| 2002/03   | Binatlı Yılmaz SK                                     |
| 2003/04   | Çetinkaya TSK                                         |
| 2004/05   | Çetinkaya TSK                                         |
| 2005/06   | Mağusa Türk Gücü                                      |
| 2006/07   | Çetinkaya TSK                                         |
| 2007/08   | Gönyeli SK                                            |
| 2008/09   | Gönyeli SK                                            |
| 2009/10   | Dogan Türk Birliği SK                                 |
| 2010/11   | Küçük Kaymaklı TSK                                    |
| 2011/12   | Çetinkaya TSK                                         |
| 2012/13   | Çetinkaya TSK                                         |
| 2013/14   | Yenicami Ağdelen                                      |
| 2014/15   | Yenicami Ağdelen                                      |
| 2015/16   | Mağusa Türk Gücü                                      |
| 2016/17   | Yenicami Ağdelen                                      |
| 2017/18   | Yenicami Ağdelen                                      |
| 2018/19   | Mağusa Türk Gücü                                      |
| 2019/20   | Mağusa Türk Gücü                                      |
| 2020/21   | Saison nicht ausgetragen (Covid-19-Pandemie)          |
| 2021/22   | Mağusa Türk Gücü                                      |
| 2022/23   | Mağusa Türk Gücü                                      |
| 2023/24   | Mağusa Türk Gücü                                      |
| 2024/25   | Mağusa Türk Gücü                                      |
| 2025/26   |                                                       |

## Rekordmeister
| Rang | Verein                | Titel | Spielzeiten                                                                        |
| ---- | --------------------- | ----- | ---------------------------------------------------------------------------------- |
| 001. | Çetinkaya TSK         | 14    | 1958, 1960, 1961, 1962, 1970, 1997, 1998, 2000, 2002, 2004, 2005, 2007, 2012, 2013 |
| 001. | Mağusa Türk Gücü      | 14    | 1969, 1977, 1979, 1980, 1982, 1983, 2006, 2016, 2019, 2020, 2022, 2023, 2024, 2025 |
| 003. | Gönyeli SK            | 9     | 1972, 1978, 1981, 1993, 1995, 1999, 2001, 2008, 2009                               |
| 003. | Yenicami Ağdelen      | 9     | 1971, 1973, 1974, 1976, 1984, 2014, 2015, 2017, 2018                               |
| 005. | Dogan Türk Birliği SK | 7     | 1956, 1957, 1959, 1991, 1992, 1994, 2010                                           |
| 006. | Baf Ülkü Yurdu SK     | 4     | 1987, 1988, 1989, 1990                                                             |
| 006. | Küçük Kaymaklı TSK    | 4     | 1963, 1985, 1986, 2011                                                             |
| 008. | Akıncılar SK          | 1     | 1996                                                                               |
| 008. | Binatlı Yılmaz SK     | 1     | 2003                                                                               |